# 488 Kreusa
488 Kreusa
488 Kreusa là một tiểu hành tinh ở vành đai chính. Nó được Max Wolf và Luigi Carnera phát hiện ngày 26.6.1902 ở Heidelberg, và được đặt theo tên Creusa, một trong 4 nữ thần trong thần thoại Hy Lạp.